# Rossija Segodnja
Rossija Segodnja (Россия сегодня, "Ryssland Idag") är en statlig rysk nyhetsbyrå som skapades genom ett dekret av president Vladimir Putin 9 december 2013. Rossija Segodnja tog då över RIA Novostis roll.
I Rossija Segodnja ingår TV-kanalen RT, den internationellt inriktade nyhetsbyrån Sputnik News och nyhetsbyrån RIA Novosti. Tidigare ingick även Rysslands röst.
Chef är Dimitrij Kiseljov som bland annat gjort sig känd för hätska utfall mot svenska barnprogram.